# Giganti
Giganti (grč. Γίγαντος, Gigantos) u grčkoj mitologiji rasa je divova koja se borila protiv olimpskih bogova.

## Etimologija
Gigantima je grčko ime izvedeno od nominativa gigas, a osnova od genitiva gigantos, vjerojatno posuđenog iz nekog predgrčkog jezičnog supstrata (poslije je posuđeno iz grčkog jezika u latinski kao gigas, a na posljetku u stfranc. geant te, preko njega, u engl. giant).

## Mitologija

### Život
Prema Homeru, bili su golemi i divlji ljudi, na čelu s Eurimedonom te su obitavali na dalekom zapadu, na otoku Trinaciji, ali iskorijenio ih je zbog njihove drskosti prema bogovima.
Prema Heziodu, bili su božanska bića koja su nastala kada je Geja (Majka Zemlja) oplođena krvlju kastriranog Urana. Urana je kastrirao sin Kron, Zeusov otac.
Prema Higinu, bili su djeca Geje i Tartara.
Rođeni su s groznim obličjem i zmajskim repovima u Flegri, na Siciliji, u Kampaniji, Arkadiji ili tračkoj Paleni. Homer ih postavlja u vulkansko područje, a većina pisaca u zapadne europske krajeve.
Giganti su bacali stijene i zapaljene hrastove u nebo te ukrali Helijeva stada, zatim su napadali ljude i pokušali silovati Afroditu.

### Gigantomahija
Gigantomahija (γῐγαντομᾰχία) - primordijalni Giganti, mitološka bića velike snage, željeli su svrgnuti bogove, pa su poveli poznati "Rat Giganata" ili Gigantomahiju.
Nagovorila ih je Geja jer nije mogla oprostiti Zeusu svrgavanje vlastita oca Krona. Željeli su "osvetiti Titane" i doći navrh Olimpa slažući planine Tesalije, Peliona i Osse jednu navrh druge. Olimpski bogovi pozvali su Herakla jer im je proročanstvo reklo da će ih on pobijediti. Atena je otišla po Herakla koji im je pomogao. Geja je, čuvši to, nastojala sinovima pronaći biljku koja bi ih štitila od ljudskoga oružja, ali nije je uspjela pronaći jer je Zeus zabranio Heliju i božici Mjeseca Seleni da svijet obasjaju svojim svjetlom, a sam je počupao i uništio svaku takvu biljku.
Heraklo je prvo ranio najjačeg Giganta Alkioneja otrovnom strijelom, a smrtni mu je udarac zadao bacivši ga preko granice Palene, jer Heraklo je znao da je u rodnoj zemlji taj Gigant besmrtan. U ratu su sudjelovali i ostali olimpski bogovi te su se borili. Ostale je Gigante Zeus oborio munjama, a potom ih je Heraklo pobio dok su bili ošamućeni. Giganti su, kao i Titani, izgubili bitku, jer bogovi su već bili na vlasti kad je rat pokrenut.
Prema nekim inačicama, preživjelo je više Giganata osim Aristeja te su pobjegli u Leuku i na otok Mikon. Prema jednoj inačici mita, zatočeni su u Nigdjesvijetu ili Erebu, prema drugoj, iz njihove je krvi Geja rodila novu rasu ljudi ili iz osvete Tifona, a prema trećoj, bogovi su ih pokopali ispod zemlje gdje njihova komešanja uzrokuju erupcije vulkana i termalne aktivnosti. Čest su motiv na oslikanim vazama iz petog stoljeća.

## Giganti
Giganti su bili:
- Agasten
- Agrij - Orijev brat,[19] ubile su ga Mojre brončanim toljagama[20]
- Alkionej (Ἀλκυονεύς) - kralj Giganata kojeg je ubio Heraklo, bio je besmrtan unutar granica svog doma Palene pa ga je Heraklo odatle istjerao strijelama i ubio[20]
- Aristej - prema većini izvora jedini Gigant koji je preživio rat,[21] Geja ga je skrila u obličju kukca balegara
- Astrej (vjerojatno zamijenjen s istoimenim Titanom)
- Atos (Ἄθως)
- Azej - borio se u Titanomahiji, potomak arkadskih kraljeva[22]
- Damis - najokretniji i najbrži Gigant, ubijen u ratu, a prema jednoj inačici mita, Hiron je ekshumirao njegovo tijelo i izvadio brzu kost te je postavio u Ahilejevu petu[23]
- Efijalt (vjerojatno zamijenjen s istoimenim divom, Otovim bratom)
- Egeon - Artemida ga je ubila strijelama u Gigantomahiji (također epitet Hekatonhira Briareja, kako su ga zvali ljudi)
- Ehion (Ἐχίων)
- Emfit
- Enkelad (Ἐγκέλαδος) - Atena ga je pobijedila kod Etne bacivši otok Siciliju na nj[24] ili ga je pregazila konjskom kočijom[25]
- Eubej
- Euforb
- Eurial
- Eurimedon
- Eurit - ubio ga je Dioniz svojim štapom
- Fetij - ubila ga je Hera
- Hipolit - ubio ga je Hermes mačem
- Hiperbij
- Htonije
- Japet (vjerojatno zamijenjen s istoimenim Titanom Japetom)
- Kej (vjerojatno zamijenjen s istoimenim Titanom Kejom)
- Klitije (Κλυτίος) - Hekata ga je zapalila/žrtvovala bakljama ili je Heraklo na nj bacio gromadu užarenog željeza
- Leon - nosio je zaštitnu lavlju kožu[23]
- Mimant - ubio ga je Hefest projektilom od rastopljenog željeza
- Mimon - odaslao ga je Ares (vjerojatno ista osoba kao Mima)
- Molij - Helijev protivnik, ubijen na otoku Ejeji, iz njegove krvi nastala je istoimena magična biljka
- Milin - ubio ga je Zeus na Kreti[26]
- Olimp - Zeusov očuh[23]
- Orij - Agrijev brat[19]
- Ot (vjerojatno zamijenjen s istoimenim divom, Efijaltovim bratom)
- Palant (Πάλλας) - ubila ga je Atena skinuvši mu kozju kožu i napravila od nje štit egidu (vjerojatno je zamijenjen s istoimenim Titanom Palantom)
- Pankrat
- Pelorej - mnogoruki Gigant, borio se na gori Pelionu
- Polibot - borio se protiv Posejdona koji se bacio u potjeru za njim i zdrobio ga kod nisirskih stijena na otoku Kosu.
- Porfirion - pokušao je silovati Heru, a Zeus ga je obrušio munjom te Heraklo strijelom[27]
- Rek
- Sikej - Zeus ga je gonio do Kilikije, ondje ga je, da ga skrije, Geja pretvorila u smokvino stablo[28]
- Teodam
- Teomid
- Ton - ubile su ga Mojre brončanim toljagama[20]
- Tifej
- Uranij - nazvan po svom ocu Uranu.

## Vanjske poveznice
- Giganti u klasičnoj literaturi i umjetnosti (engl.)
- Hekagiganti u klasičnoj literaturi i umjetnosti  Arhivirana inačica izvorne stranice od 12. prosinca 2006. (Wayback Machine) (engl.)